# Macroxiphus
Genre
Macroxiphus est un genre d'orthoptères de la famille des Tettigoniidae. 

## Distribution
Les espèces de ce genre se rencontrent en Asie du Sud-Est et en Micronésie (région).

## Description
Les larves de ce genre ressemblent à des fourmis.

## Liste des espèces
Selon Orthoptera Species File (15 avril 2010) :
- Macroxiphus globiceratus Vickery & Kevan, 1999
- Macroxiphus nasicornis Pictet, 1888
- Macroxiphus sumatranus (Haan, 1842)

## Publication originale
- Pictet, 1888 : Locustidés nouveaux ou peu connus du Musée de Genève. Mémoires de la Société de physique et d'histoire naturelle de Genève, vol. 30, n.6, p. 1-84.